# TT62
La tombe thébaine TT 62 est située à Cheikh Abd el-Gournah, dans la nécropole thébaine, sur la rive ouest du Nil, face à Louxor en Égypte.
C'est la sépulture d'Amenemouaskhet, gardien du cabinet.